# Delyn
Delyn var ett distrikt i grevskapet Clwyd, i Wales. Detta distrikt hade 69 700 invånare år 1992. Distriktet upprättades den 1 april 1974 genom att borough Flint, stadsdistrikten Holywell och Mold slogs ihop med landsdistriktet Holywell. Det avskaffades 1 april 1996 och blev en del av Flintshire.